# Mandurah Line
De Mandurah Line is een spoorweg die deel uitmaakt van het regionaal spoorwegnetwerk Transperth Trains in en rondom de West-Australische hoofdstad Perth.
De spoorweg verbindt West-Australiës grootste stad, Perth, met Mandurah, West-Australiës op een na grootste stad.

## Geschiedenis
In 1999 besliste de West-Australische overheid een spoorweg tussen Perth en Mandurah te ontwikkelen. Het traject zou tot Kenwick gebruik maken van de Armadale Line en vervolgens tot in Jandakot van de goederenspoorweg tussen Woodbridge en Kwinana. Daarna zou de spoorweg over de middenberm van de 'Kwinana Freeway' lopen. Tegen het jaar 2000 waren de plannen klaar, maar de in februari 2001 verkozen regering van Geoff Gallop besloot het traject aan te passen. Er werd gekozen om twee nieuwe - meer dan anderhalve kilometer lange - geboorde spoorwegtunnels tussen Perth Station en Jandakot te graven. De werken startten in februari 2004. De tunnels waren klaar in 2006. Er werden tien nieuwe spoorwegstations en vijftien over- en onderbruggingen voor het auto- en treinverkeer en voor voetgangers gebouwd. Op 23 december 2007 opende toenmalig premier Alan Carpenter de spoorlijn officieel. De Mandurah Line kostte in totaal 1,32 miljard Australische dollar.

## Beschrijving
De Mandurah Line is ongeveer 70 kilometer lang en geëlektrificeerd. Onderstations in Jandakot en Karnup leveren 25Kv voor de tractie van de treinen. De spoorweg heeft een spoorwijdte van 1.067 mm. Over de Mandurah Line worden jaarlijks ongeveer twintig miljoen reizigers vervoerd.
De spoorweg maakt deel uit van het spoorwegnetwerk van Transperth Trains. Transperth staat in voor het verzekeren van de treindiensten en is onderdeel van de Public Transport Authority.
De treinen die over de Mandurah Line rijden doen onderstaande stations aan:
- Perth
- Elizabeth Quay
- Bull Creek
- Canning bridge
- Murdoch
- Cockburn
- Aubin Grove
- Kwinana
- Wellard
- Rockingham
- Warnbro
- Lakelands
- Mandurah

## Galerij

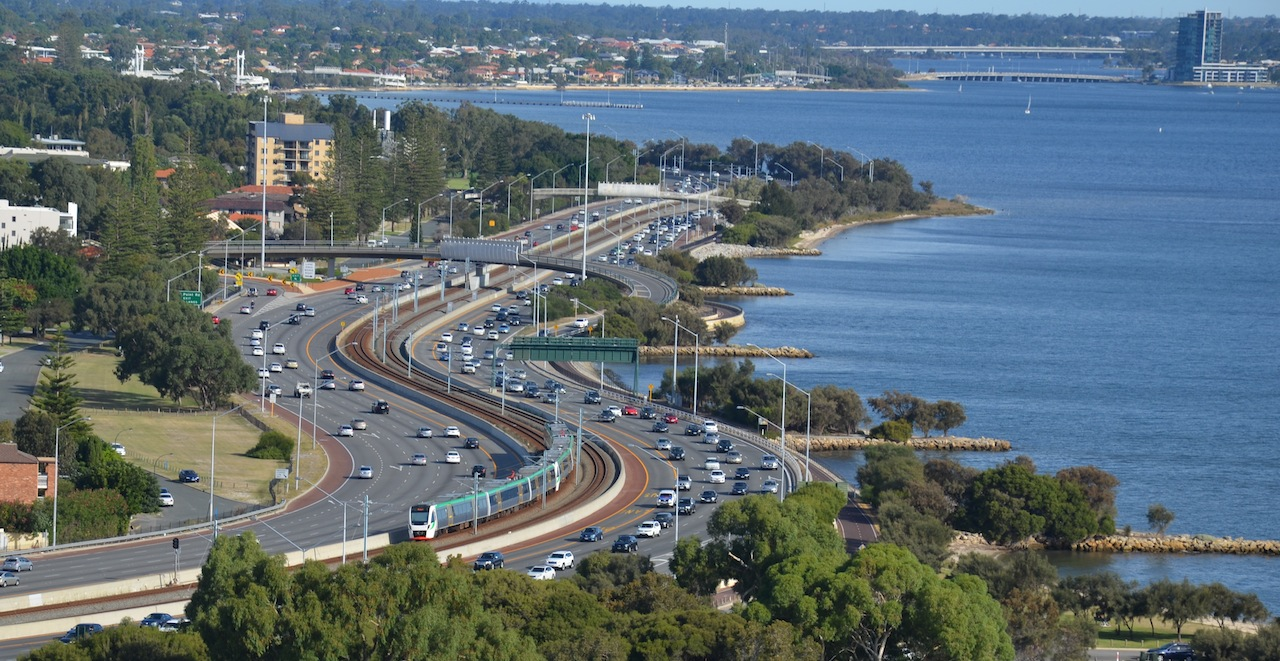
Mandurah Line op middenberm Kwinana Freeway
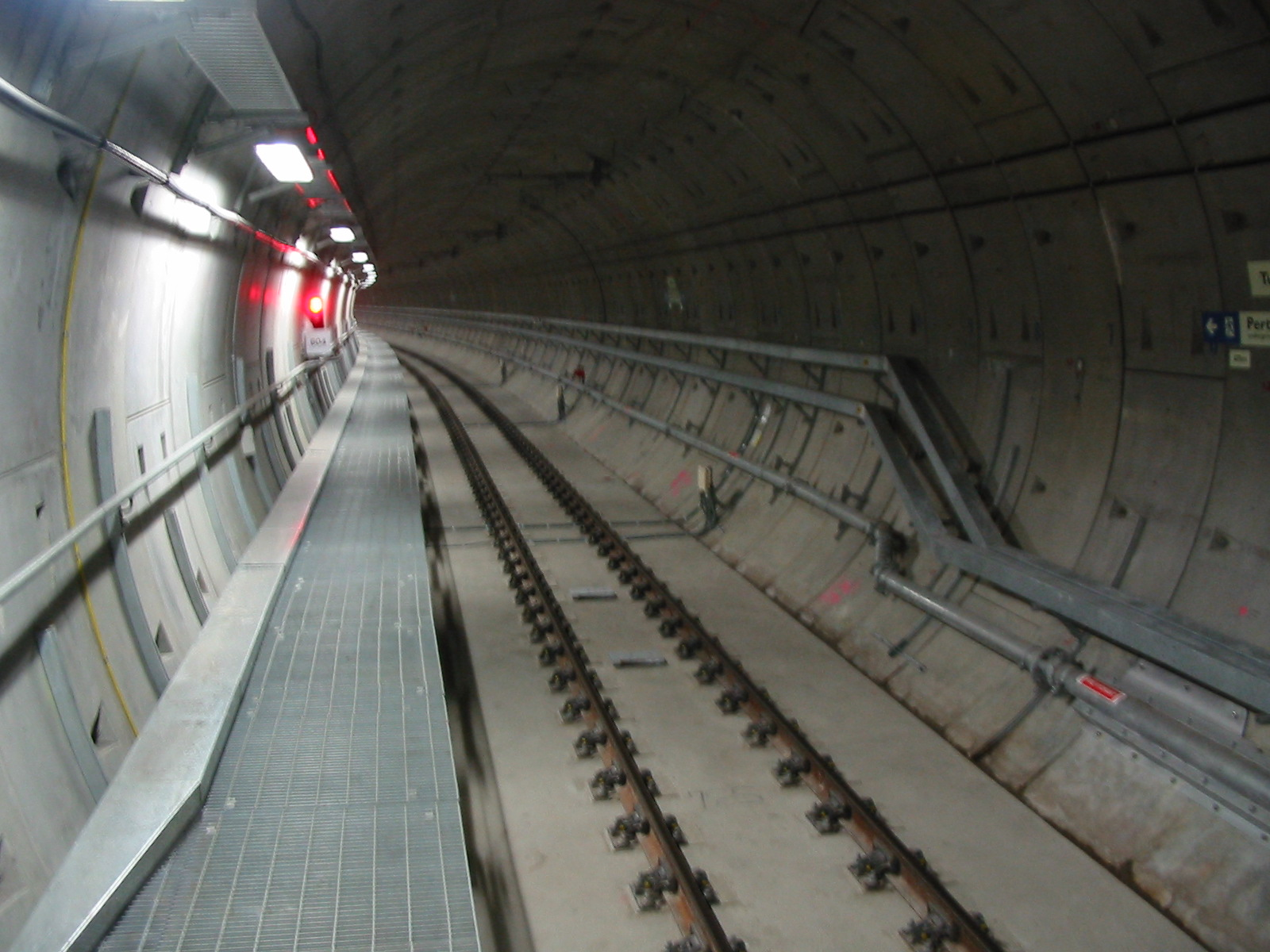
spoorwegtunnel Elizabeth Quay Station
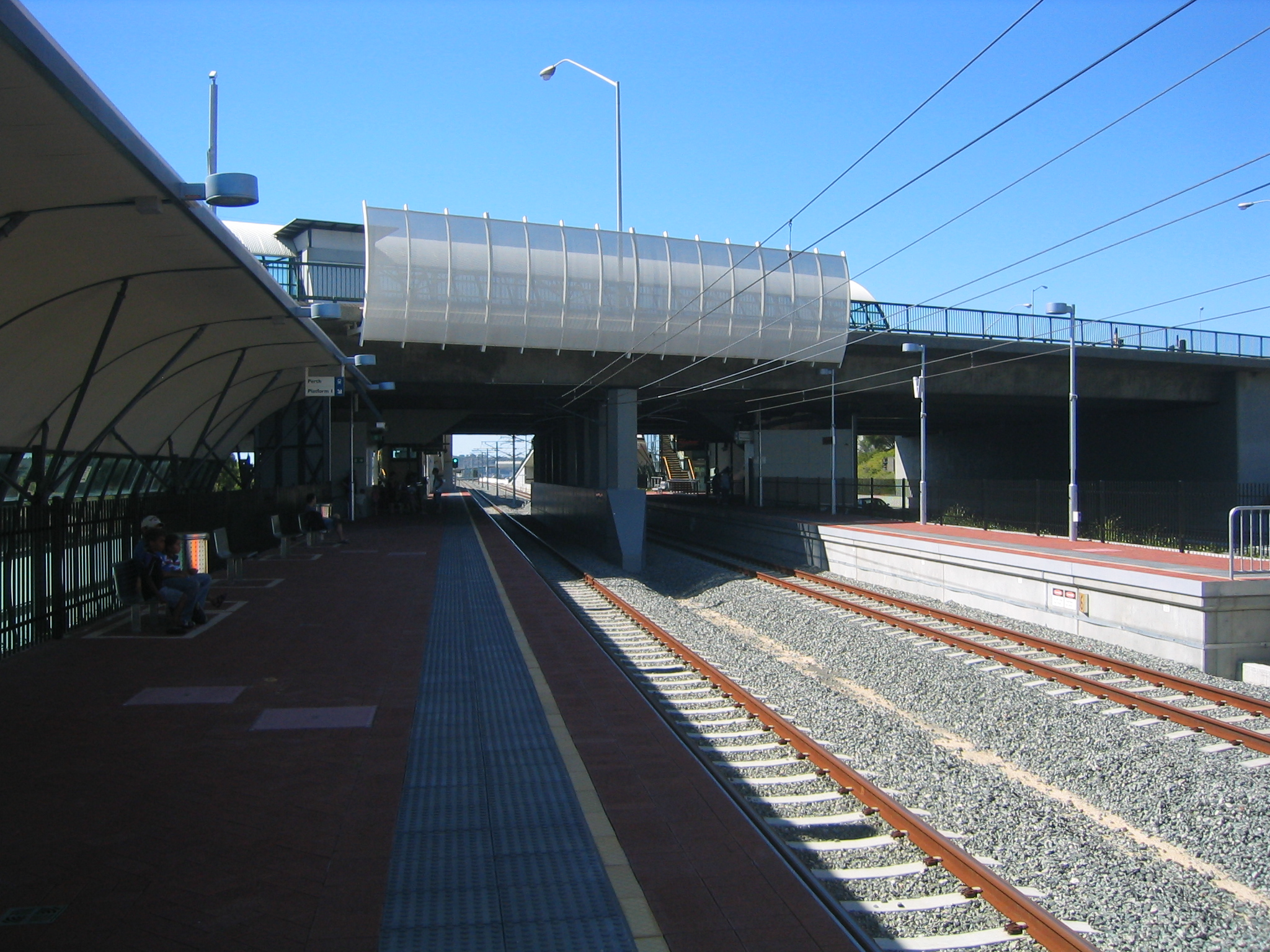
overbrugging Canning Bridge Station
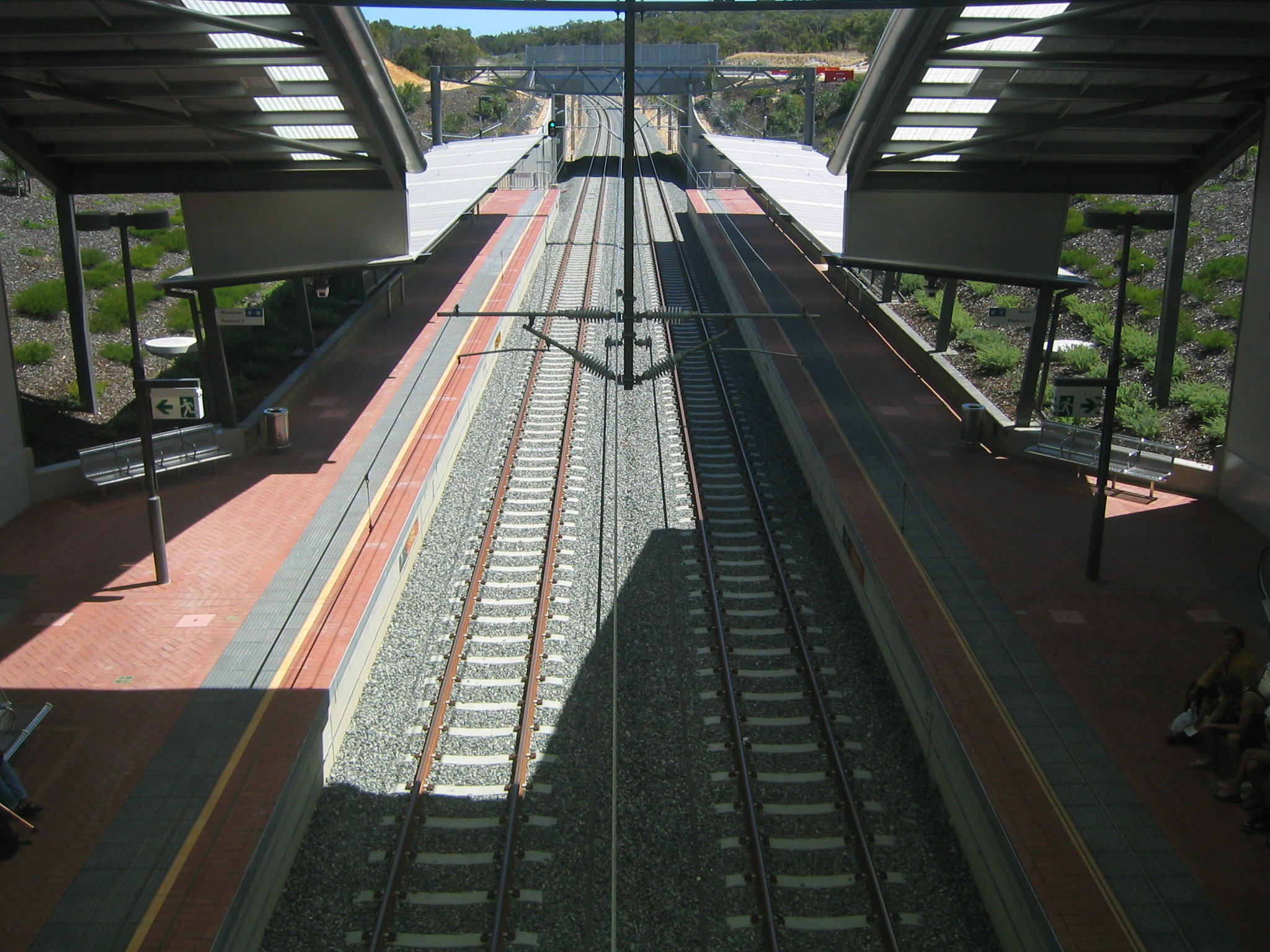
Kwinana Station
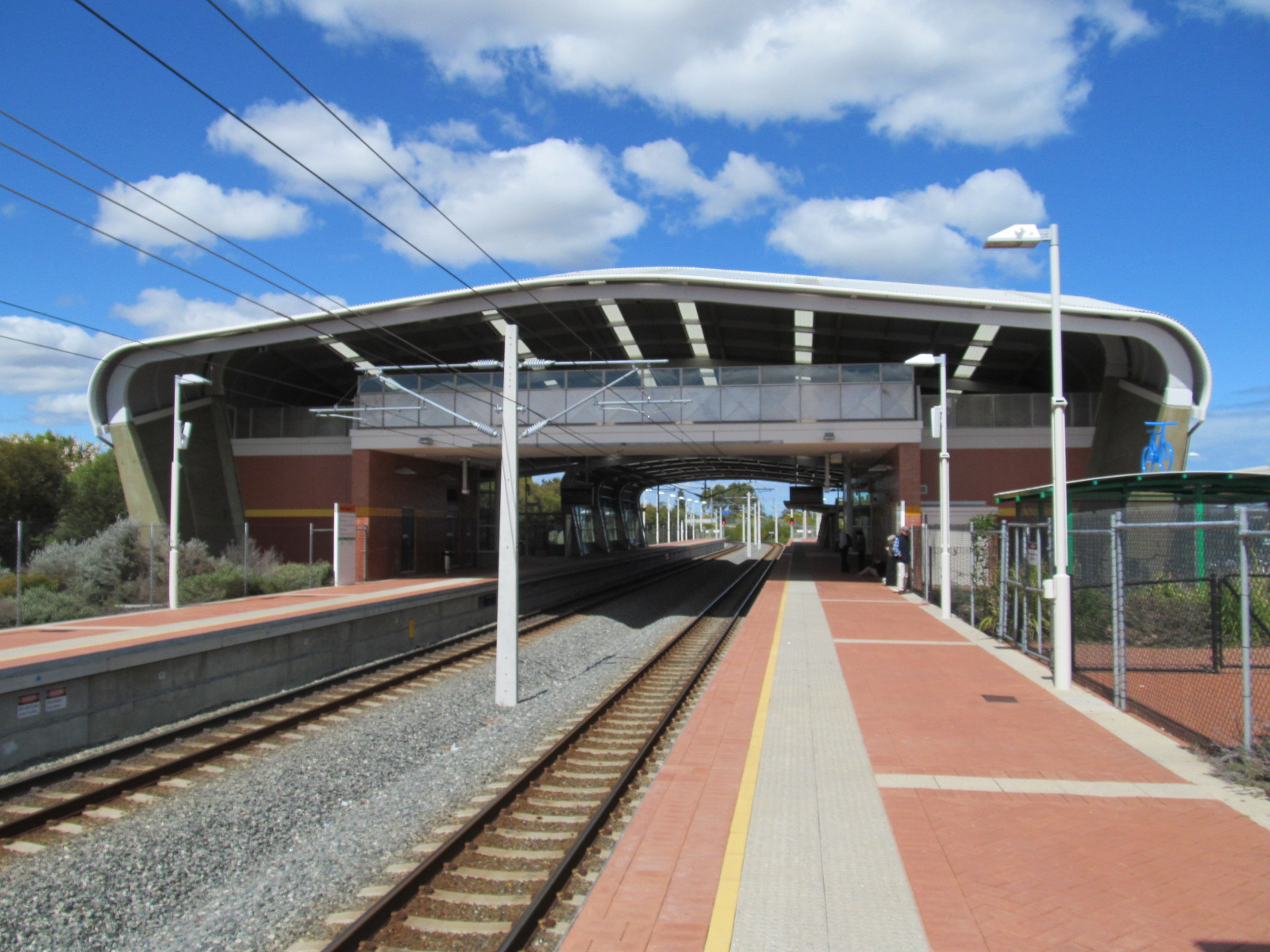
Rockingham Station
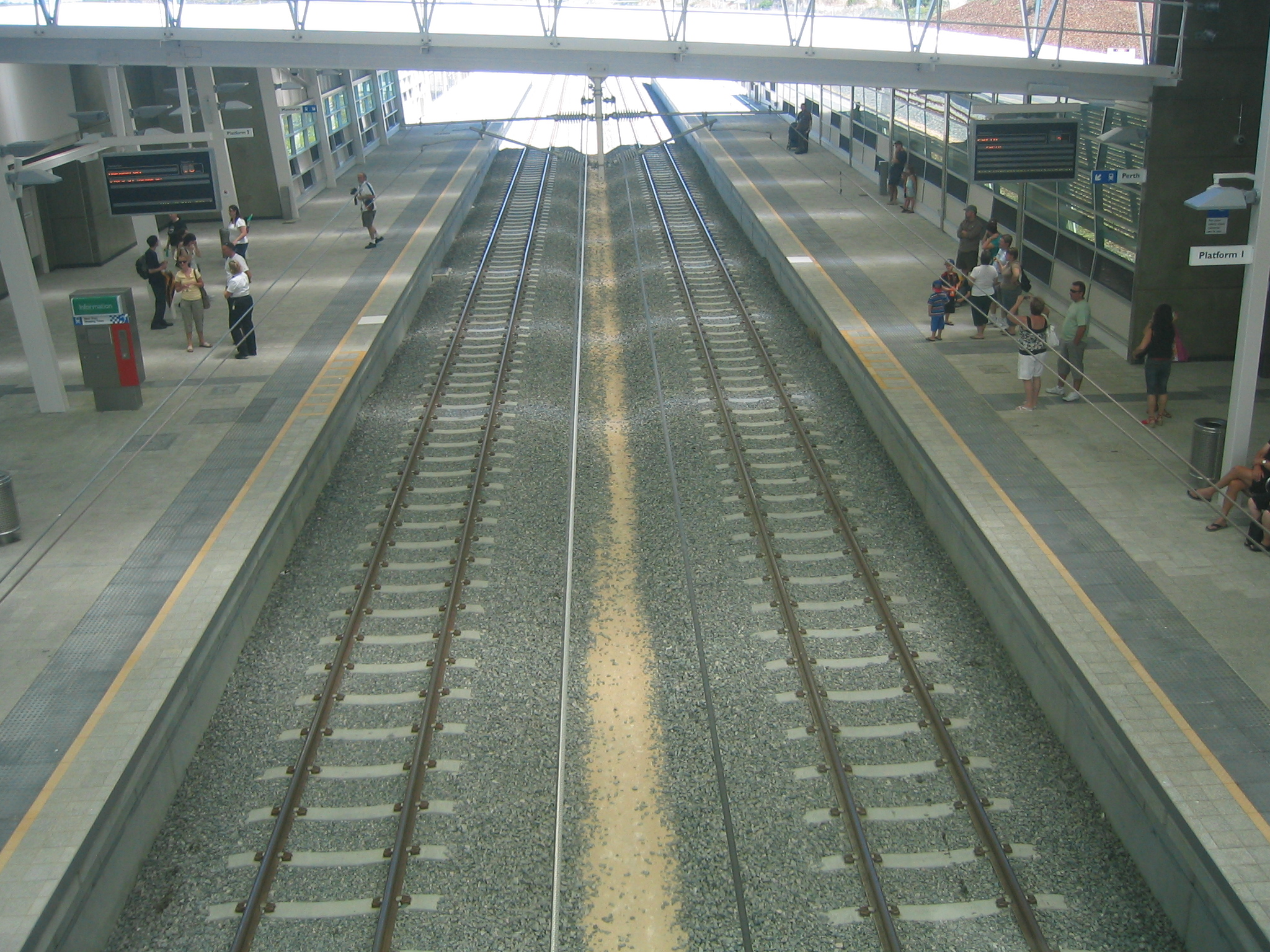
voetbrug Warnbro Station
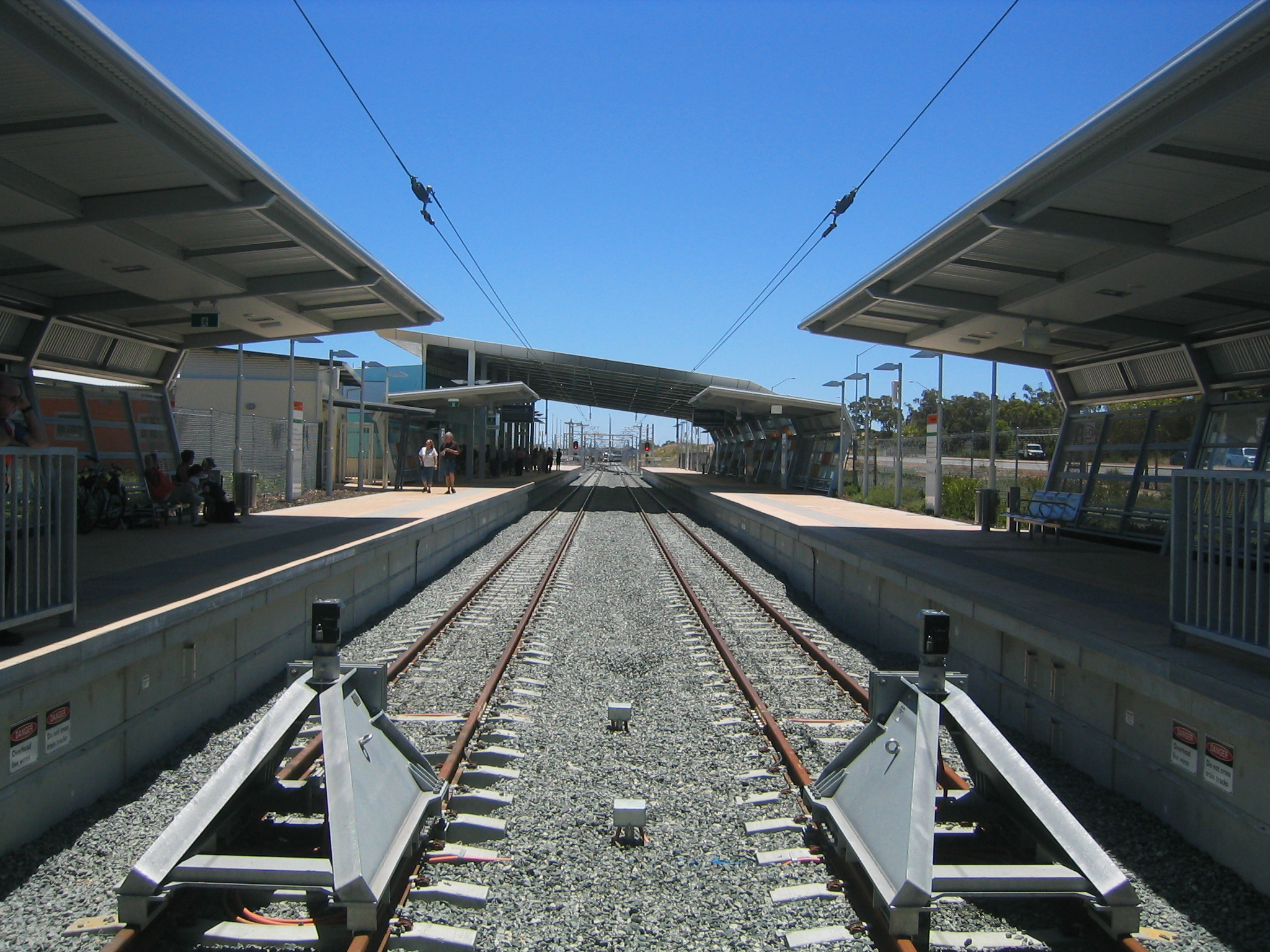
Mandurah kopstation